# Bogovarovo
Bogovarovo (oroszul: Боговарово) falu Oroszország Kosztromai területén, az Oktyabrszkij járás székhelye.
Lakossága: 2229 fő (a 2010. évi népszámláláskor).

## Fekvése
A Kosztromai terület északkeleti részén, Kosztromától országúton 476 km-re, az Irdom folyó partján fekszik. A járás az Észak-orosz-hátság alföldre leereszkedő délnyugati lejtőin terül el. Bogovarovo tengerszint feletti magassága 146 m. Helyi jelentőségű, szilárd burkolatú utak kötik össze a környező településekkel és gazdaságokkal. 

## Története
Eredeti nevét – Pokrovszkoje – egy 1784-ben kelt egyházi irat említi. Ezt az évet tekintik a falu alapítási évének, ekkor szentelték fel első, még fából készült templomát. Az apró falu a szovjet korszakban kezdett kiépülni, különösen miután járási székhely lett. 

## Gazdasága
Jelentős tejfeldolgozó üzeme van. Egy adósságai miatt csődbement korábbi vállalat helyén 2002-ben új, korszerű gyártósorral felszerelt fafeldolgozó vállalat kezdte meg működését.